# FutureSex/LoveSounds
Future Sex/Love Sounds je druhé řadové album amerického zpěváka Justina Timberlakea, které vyšlo v roce 2006. Na albu Timberlake spolupracuje hlavně s Timbalandem a Danjou.

## Informace o albu
Natáčet se začalo koncem roku 2005. V prvním týdnu prodeje se desky prodalo přes 684,000 kusů a dostala se na první místo americké albové hitparády. 27. listopadu 2007 bylo album znovuvydáno v takzvané Deluxe Edition, která obsahovala rozhovory a making of k videoklipům.
Na album si Timberlake pozval i umělce jakými jsou Timbaland, Will.i.am nebo T.I. Debutovou písní z tohoto alba se stala SexyBack, která zaznamenala velké úspěchy dostala se na první místo Billboard Hot 100 stejně jako dvě následující písně My Love a What Goes Around...Comes Around.

## Seznam písní
1. FutureSex/Love Sounds - 4:02
2. SexyBack (feat. Timbaland) - 4:02
3. Sexy Ladies/Let Me Talk To You - 5:32
4. My Love (feat. T.I.) - 4:36
5. LoveStoned/I Think She Knows - 7:24
6. What Goes Around.../...Comes Around - 7:28
7. Chop Me Up (feat. Timbaland & Three 6 Mafia) - 5:04
8. Damn Girl (feat. Will.i.am) - 5:12
9. Summer Love/Set the Mood - 6:24
10. Until The End of Time - 5:22
11. Losing My Way - 5:22
12. (Another Song) All Over Again - 5:45
13. Pose (feat. Snoop Dogg) - 4:47
14. Boutique in Heaven - 4:08

## Umístění ve světě
| Hitparáda      | Umístění |
| -------------- | -------- |
| Austrálie      | 1        |
| Rakousko       | 5        |
| Belgie         | 5        |
| Kanada         | 1        |
| Nizozemsko     | 4        |
| Finsko         | 5        |
| Francie        | 5        |
| Německo        | 3        |
| Řecko          | 5        |
| Japonsko       | 18       |
| Irsko          | 1        |
| Nový Zéland    | 4        |
| Norsko         | 5        |
| Švédsko        | 2        |
| [Švýcarsko     | 2        |
| Velká Británie | 1        |
| USA            | 1        |
| Česko          | 19       |
| Svět           | 1        |

| Prodejnost | Počet     |
| ---------- | --------- |
| Celkem     | 8,251,000 |